# Sigfrido (film 1957)
Sigfrido, noto anche come Sigfrido (La leggenda dei Nibelunghi), è un film del 1958 diretto da Giacomo Gentilomo.
Il film è tratto dall'opera di Richard Wagner e narra le epiche vicende di Sigfrido, l'eroe dei Nibelunghi che intraprese varie imprese per conquistare Crimilde e che fu ucciso da Hagen, geloso del suo rapporto.

## Critica
(Leo Pestelli, La Stampa, 25 ottobre 1958)